# Cassico
Cassico war ein italienisches Gewichtsmaß, nach dem Öl in Messina auf Sizilien gehandelt wurde. 
- 1 Cassico = 12 ½ Rottoli grossi = 0,8733420 Kilogramm[1] (= 0,916775 Kilogramm[2])
- 1 Cassico = 10,196 Grammes[3]
- 1 Cassico = 21,54 Zollpfund